# 近衛政深
近衛 政深（このえ せいしん、生没年不詳）は、室町時代の真言宗醍醐派の僧侶。醍醐寺の座主。父は近衛房嗣。足利義教の猶子。

## 生涯
関白・近衛房嗣の子供として生まれる（『醍醐寺新要録』によれば、実際は一条教房の子とされる）。母は不明。後に足利義教の猶子となる。兄弟に教基・政家・道興・増運・政弁がいる。
兄弟の道興・増運・政弁と同様に仏門に入る。永享3年（1431年）には宝池院に入室することとなっていたが、父・房嗣が参賀しないことから将軍・足利義教の不興を買って中止され、代わりに一条兼良の子・教賢が入ることとなった。実際に宝池院に入室できたのは宝徳元年（1449年）12月となった。
真言宗醍醐派の総本山である醍醐寺の僧となり、応仁2年（1468年）9月に醍醐寺の座主（三宝院門跡）となったが、文明元年（1469年）6月18日には座主を辞任して寺を離れた。